# Syagrus flexuosa
La palmera ariri (Syagrus flexuosa) es una especie de planta de la familia de las arecáceas.

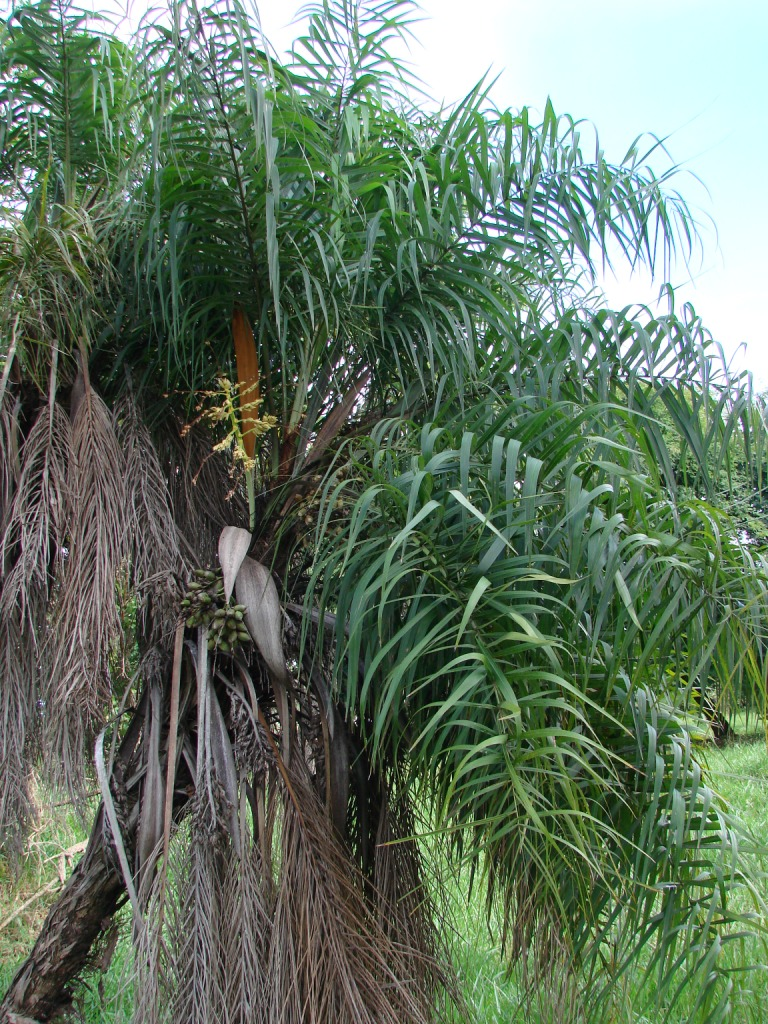
Vista de la planta

## Descripción
Palmera con múltiples troncos, a veces levemente arqueados y flexibles, con restos de la base de la hojas , de 3 a 5 m de altura y con 5-8 cm de diámetro. Copa con 8 a 15 hojas pinnadas; pinnas lineares, rígidas en número de 40 a 80 de cada lado, fijadas al raquis en grupos de 2 a 5. Inflorescencias protegidas por una bráctea peduncular, leñosa. Frutos elipsoides, apiculados de pulpa dulce y fibrosa, con 3 0 4 cm de longitud de color amarillento cuando maduran.

## Distribución y hábitat
En Brasil en los estados de Sao Paulo, Minas Gerais, Mato Grosso, Goiás, Mato Grosso del Sur y Bahía en áreas de cerrados.

## Taxonomía
Syagrus flexuosa fue descrito por (Mart.) Becc.   y publicado en Agricoltura Coloniale 10: 466. 1916.
Etimología
Syagrus: nombre genérico que da nombre de un tipo de palmera en América, al parecer utilizado por Plinio, pero ciertamente no para los miembros de este género del nuevo mundo.
flexuosa: epíteto latino que significa "con curvas".
Sinonimia
- Calappa campestris (Mart.) Kuntze
- Calappa flexuosa (Mart.) Kuntze
- Cocos campestris Mart.
- Cocos flexuosa Mart.
- Cocos flexuosa var. cataphracta Mart.
- Cocos flexuosa var. densiflora Mart.
- Cocos urbaniana Dammer
- Syagrus campestris (Mart.) H.Wendl.
- Syagrus campestris (Mart.) Bomhard
- Syagrus urbaniana (Dammer) Becc.[5][6]